# Francesco Argentino
Francesco Argentino (Venezia, 1450 circa – Roma, 23 agosto 1511) è stato un cardinale e vescovo cattolico italiano.

## Biografia
Nacque a Venezia attorno al 1450: il padre era originario di Strasburgo (in latino Argentorate, da cui il cognome).
Vescovo di Concordia dal 24 agosto 1506, papa Giulio II lo elevò al rango di cardinale presbitero del titolo di San Clemente nel concistoro del 10 marzo 1511.
Morì il 23 agosto 1511.